# Луца (Аттика)
Лу́ца, А́ртеми (греч. Άρτεμη ή Άρτεμις) — город в Греции. Расположен на высоте 2 метра над уровнем моря, на побережье бухты Артемида в заливе Петалия Эгейского моря, в 7 километрах к северо-востоку от Афинского международного аэропорта «Элефтериос Венизелос», в 6 километрах к югу от порта Рафина, в 9 километрах к востоку от Спаты и в 25 километрах к востоку от центра Афин. Входит в общину (дим) Спата-Артеми в периферийной единице Восточная Аттика в периферии Аттика. Население 21 488 жителей по переписи 2011 года. Площадь 18,653 квадратного километра.
Поселение создано в 1940 году. Сообщество Луца было создано в 1974 году (ΦΕΚ 340Α). В 1977 году (ΦΕΚ 249Α) название города было изменено с Луца (Λούτσα) на А́ртемис (Άρτεμις).
Город пересекает национальная дорога 85 Рафина — Лаврион.

## История
Одним из демов Древних Афин был Арафен (др.-греч. Ἀραφήν), относящийся к филе Эгеида. В области Луцы, к югу от устья Эрасинос, находились Галы Арафенидские (др.-греч. Ἁλαί Ἀραφηνίδες), гавань дема Арафена, которая была известна культом таврической Артемиды и снабжала Афины рыбой. По преданию культ был учреждён Орестом и Ифигенией, когда они вернулись из Тавриды с деревянной статуей, которую установили в Галах Арафенидских. Страбон сообщает, что из Кариста (Каристос) на Эвбее существовала переправа в Галы Арафенидские.
В святилище Артемиды Таврической близ моря был дорический периптер с колоннадой 6 × 12 такого же размера как в Бравроне (ныне Враврона). В честь богини устраивали празднества — Таврополии (Ταυροπόλια), в которых принимали участие девушки из соседних демов. Также устраивались празднества в честь Диониса.

## Население
| Год  | Население, человек |
| ---- | ------------------ |
| 1991 | 7077               |
| 2001 | 14 719             |
| 2011 | ↗ 21 488           |